# Tiopłyj Ruczej
Tiopłyj Ruczej (ros. Тёплый Ручей) – osiedle w Rosji, w obwodzie wołogodzkim, w rejonie wierchowaskim. W 2021 liczyło 470 mieszkańców.